# Luis Yaotl Aragón

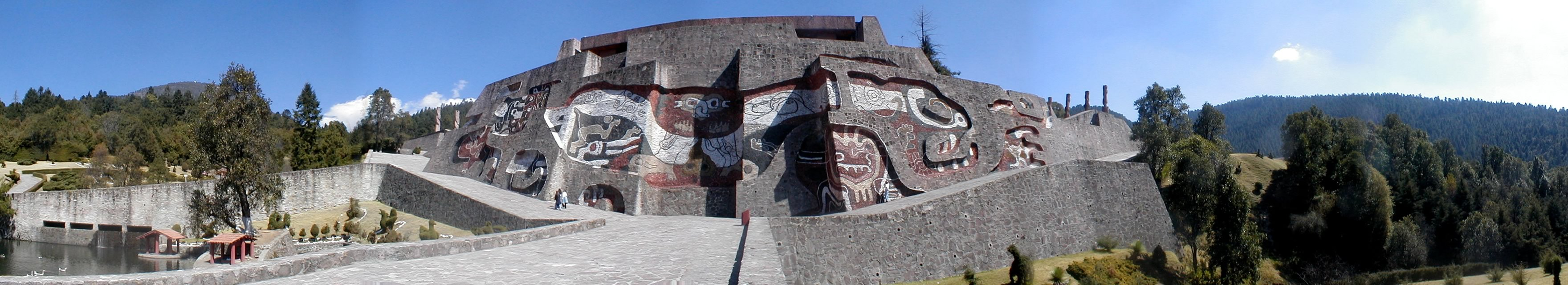
Mural en el Centro Ceremonial Otomi

Luis Yaotl Aragón (Chihuahua, Chihuahua,1930) es un pintor y escultor mexicano, conocido principalmente por su trabajo en murales esculpidos, así como el diseño de Gawi Tonara Award que es dado por el estado de Chihuahua. Su trabajo en los murales puede ser encontrado en varias partes de México, especialmente en su estado natal y en la Ciudad de México. Su trabajo ha sido exhibido en México y en otros países de América y Europa. Es miembro del Salón de la Plástica Mexicana y trabaja en la Ciudad de México. Tiene cinco hijos, tres fruto de su primer matrimonio con Matilde Herranz: Hadalila, Nayura y Urike, y dos de su segundo matrimonio con Laïta Dubois: Ollantay y Argan.

## Vida
Luis Y. Aragón, su nombre completo es Luis Yaotl Aragón, nació en la ciudad de Chihuahua, México en 1930.
Comenzó sus estudios en la Escuela Nacional de Pintura, Escultura y Grabado "La Esmeralda" en 1955, estudió bajo  Manuel Rodríguez Lozano, Raúl Anguiano, Pablo O'Higgins y  Carlos Arnaldo Lang. Su carrera siguió y hoy tiene su estudio en la Calzada del Desierto en la Ciudad de México. Además de haber publicado varios libros sobre su vida y las obras artísticas que ha creado a largo de su carrera.

## Carrera

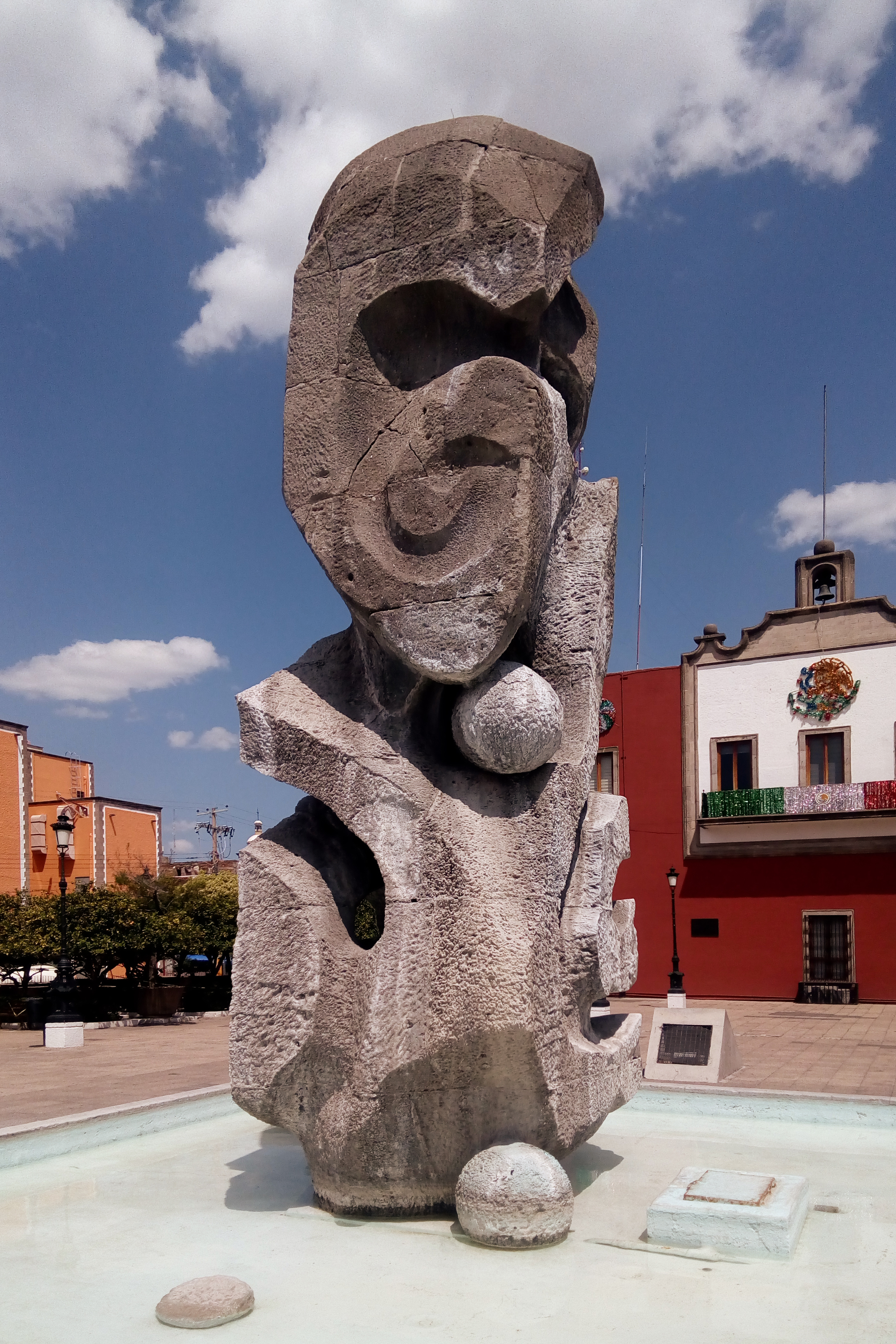
Homenaje, realizada en cantera en 1984 y localizada en Irapuato, México.

Aragón comenzó su carrera en 1959, con una exhibición individual llamada El repartidor de símbolos en la galería Excélsior, patrocinado por Manuel Rodríguez Lozano.
La mayoría de su trabajo más conocido está en los murales, especialmente en aquellos con elementos esculturales. Su trabajo se puede encontrar en varias partes de México especialmente en el estado de Chihuahua.  El primero fue en 1959 para el Centro Deportivo de Polanco en la Ciudad de México. En 1961 fue elegido para crear el mural La barca de la vida para la Ciudad de México. En 1971, fue elegido para crear una estatua monumental llamada Escultura al Educador Latinoamericano. El trabajo pesa 110 toneladas y está en Toluca. Creó otro mural para la Plaza de los Jaguares en la misma ciudad en 1972. En 1975, creó varios murales esculpidos para el Estado de México incluyendo Los Tlacuilos, una escultura/mural 600 m² que pesaba 1000 toneladas en el centro de Naucalpan. En 1980 creó el mural Da Mishy para la construcción del Centro Ceremonial Otomi, que representa un número de leyendas de esta gente. Inaugurada en 1988, Visión del Mictlán es un mural de arenisca de 300m2 localizado en la estación Barranca del Muerto en el Metro de la Ciudad de México. Otros murales notables incluyen Los Orígenes de Irapuato y El Caracol de Corte Transversal en Guanajuato así como Los Diálogos del Sol y la Luna y La Música de los Números en la Universidad Autónoma de Chihuahua.
Otras esculturas incluyen “Madre agua” (1962) para el Saddleback Center en California, pero su mejor escultura es su diseño de “Gawi Tonara” el cual fue premiado durante el Festival Internacional de Chihuahua. La estatua de bronce es el premio más alto para la cultura y las artes que fue recibido por Lucha Villa, Elsa Aguirre, Victor Hugo Rascón Banda y Erasmo Palma.
Desde 1959, Aragón tuvo sus exhibiciones individuales y colectivas en América y Europa, en países como México su país natal (incluyendo el Polyforum Cultural Siqueiros y el  Palacio de Bellas Artes), Estados Unidos, España,  Colombia, Francia e Italia. En 1960, participó en una exhibición colectiva llamada “Nueva pintura mexicana” que estuvo en Beirut, Bruselas y París. En 1962 participó el la primera escultura biennial en el Instituto Nacional de Bellas Artes y Literatura. Fue invitado a exhibir su trabajo en Bruselas en 1965, viajando por Bélgica, Francia, España y el norte de África. En Bruselas creó una serie de dibujos basados en su experiencia en África. En 1976 la exhibió en la PRONAF en  Ciudad Juárez. Participó en el Salón Nacional de Pintura patrocinado por el INBA y el Salón de la Plástica Mexicana en 1996, del cual es miembro. Otras exhibiciones incluyen algunas hechas en Ciudad Juárez, el Festival Internacional de Chihuahua y el Encuentro Binacional de Artes Visuales Luis Y. Aragón.
En 1976 dio una conferencia en la Universidad Autónoma de Chihuahua con el tema arte urbano.
Los premios de Aragón por su trabajo incluyen la medalla de Tlacuilo en 2002 por el Instituto Nacional de Bellas Artes y la CONACULTA y Victor Hugo Rascón Banda Medal del estado de Chihuahua en 2009. Recibió el premio que él mismo diseño, el Gawi Tonara, en 2010 y una placa de bronce en honor a él fue puesta en state’s Rotunda of Illustrious Men. En 2004 un libro sobre su trabajo llamado “Escultomurales y mundos oníricos de Luis Y. Aragón” fue publicado. Un evento anual llamado el “Encuentro Binancial de Artes Visuales Luis Y. Aragón” fue nombrado después de él. Patrocinado por el Instituto Chihuahuense de la Cultura, CONACULTA y el Fondo Regional para la Cultura y las Artes del Noreste. La conferencia Binancial ha honrado al pintor y ayudado en sus pláticas sobre su vida y su trabajo.

## Artista
Es un pintor, muralista, escultor y artista gráfico, que ilustró un libro de poemas llamado Pubis al cielo de Ramón Gerónimo Olvera Neder. Aunque, es más conocido por su trabajo en la escultura, especialmente los murales de esculturas y pinturas. Su trabajo en los murales incluye técnicas variadas usando acrílico, óleo y otras, principalmente para alcanzar color y textura. Esto también incluye murales en blanco y negro.
En su trabajo se pueden encontrar varios paisajes de su ciudad natal Chihuahua especialmente en sus pinturas. Estas incluyen áreas como Matachic, Papigochi River y Ciudad Madera, que ha conocido desde su niñez. Algunos de sus paisajes son fantásticos, principalmente incluyendo elementos como ángeles. Esto incluye “Angeles asomándose a lo desconocido,” “Danzantes en carrusel” y “Música para ángeles viudos.” Uno de sus trabajos más importantes se llama Ángeles, arcángeles, querubines y serafines amalgamados en la línea del infinito, que contenía numerosos ángeles de varios tipos. La obra tardó más de dos años, trabajando en tres puntos diferentes de su vida hasta que estuvo completa en 2002. Aunque, su afinidad por las figuras angelicales no es religiosa es más bien estética y representan al universo.